# Toxoneuron
Toxoneuron is een geslacht van insecten uit de orde vliesvleugeligen (Hymenoptera) en de familie schildwespen (Braconidae).

## Soorten
- T. abdominale Cresson, 1873
- T. bicolor Szepligeti, 1902
- T. californicum (Ashmead, 1894)
- T. dilatum (Mao, 1949)
- T. giganteum Mercado, 2003
- T. leve (Mao, 1949)
- T. magnum (Mao, 1949)
- T. nebrascense (Mao, 1949)
- T. noctis (Mao, 1945)
- T. pluto (Ashmead, 1894)
- T. rubicundum (Mao, 1949)
- T. rufostigma (Mao, 1949)
- T. seminigrum (Cresson, 1865)
- T. seyrigi (Granger, 1949)
- T. tennessense (Mao, 1949)
- T. texense (Mao, 1949)
- T. transversum (Mao, 1949)
- T. truncum (Mao, 1949)
- T. undulatum Mercado, 2003
- T. viator (Say, 1836)